# Carlo Stagno Cumbo d'Alcontres
Carlo Stagno Cumbo d'Alcontres (Messina, 31 marzo 1838 – Messina, 28 gennaio 1906) è stato un nobile, militare e filatelista italiano, principe di Montesalso.

## Biografia
Carlo Stagno Cumbo d'Alcontres fu esponente dell'antica famiglia nobiliare messinese degli Stagno d'Alcontres.
Figlio del principe Pietro Stagno Asmundo d'Alcontres, 5º principe di Montesalso, 4º principe di Alcontres e di Palizzi, Marchese della Floresta, di Roccamulera e di Soreto, Barone di Placa Baina, 37º Barone di Scuderi, e di Donna Anna Cumbo Proto, per parte di padre discendeva dai principi di Montesalso, di Alcontres e di Palizzi, famiglia nobile di origini spagnole venuta in Sicilia nel XII secolo, e per parte di madre da una famiglia della piccola nobiltà palermitana, nobilitata da Carlo III nel 1769.
Era fratello maggiore di Teresa Stagno d'Alcontres, sposa del principe Alvaro Villadicani, di Antonino Stagno d'Alcontres, Marchese di Soreto, di Giuseppe Stagno d'Alcontres, Conte di Quintana, di Ildefonsa Stagno d'Alcontres sposa del conte Giovan Battista Calapaj, di Enrica Stagno d'Alcontres sposa del barone Domenico Cianciolo, di Laura Stagno d'Alcontres sposa del patrizio Ernesto Cumbo, di Maria Stagno d'Alcontres sposa di Tommaso Cassisi e di Guglielmo Stagno Cumbo d'Alcontres, canonico della Protometropolitana; zio di Beatrice Stagno Costarelli d'Alcontres e di Amanda Stagno d'Alcontres.
Dalla sua unione con Giovanna Monroy di Ventimiglia, figlia di Ferdinando Monroy e Barlotta, quinto principe di Pandolfina, principe di San Giuseppe e Pari di Sicilia, nacquero Pietro Stagno Monroy d'Alcontres, Alberto Monroy Stagno d'Alcontres, Ferdinando Stagno Monroy d'Alcontres, Guglielmo Stagno Monroy d'Alcontres, e le figlie Felicetta, Teresa, Michelina, Maria e Anna Stagno Monroy d'Alcontres.
Ebbe inoltre i titoli di principe di Montesalso, di Alcontres e di Palizzi, marchese della Floresta, di Roccamulera e Soreto, barone di Placa Baina e di Scuderi e fu cavaliere di onore e devozione del Sovrano militare ordine di Malta.
Fu educato alla scuola militare "Nunziatella", una delle più prestigiose d'Italia e fu capitano di un reggimento di cacciatori a cavallo dell'esercito del Regno delle Due Sicilie; partecipò alle battaglie di Milazzo (1860), Messina, Volturno, Garigliano, Gaeta e Civitella e fu l'ultimo uomo a ricevere da Francesco II delle Due Sicilie l'Insigne e reale ordine di San Gennaro durante il regno di questi; seguentemente accompagnò il suo re in esilio, facendo parte della sua guardia fino al 1865 quando tornò in Italia.
Si dedicò esclusivamente all'amministrazione dei suoi territori fino al 1868, quando propose al marchese Emilio Pallavicini la formazione di un corpo di volontari di ex soldati dell'esercito del Regno delle Due Sicilie aggregatisi all'esercito italiano per combattere il brigantaggio, sfruttando la conoscenza del territorio di questi ma soltanto dopo lunghe trattative Pallavicini acconsentì alla formazione di questo corpo limitandolo a soli 500 uomini che agissero nel territorio di Messina e diede a Stagno d'Alcontres il grado di colonnello: il progetto fallì anche a causa del rifiuto di molti ex soldati borbonici di combattere contro i briganti, ritenuti fedeli ai Borboni, che molti consideravano come legittimi sovrani. Inviso ora agli stessi Borboni, ai quali lui era pur fedelissimo e cercava soltanto un modo per sconfiggere la delinquenza nel meridione, si ritirò nuovamente a vita privata dedicandosi però alla filatelia e riuscendo a raccogliere più di 100.000 francobolli degli ex stati preunitari dell'Italia, donati poi ai Bolaffi. Rifiutò la carica di deputato e l'Ordine della Corona d'Italia che gli vennero offerti dal governo italiano.

## Onorificenze
- Cavaliere di onore e devozione del Sovrano militare ordine ospedaliero di San Giovanni di Gerusalemme di Rodi e di Malta

| Controllo di autorità | SBN PALV048367 |